# Fouad Ammoun
Fouad Ammoun (* 25. November 1899 in Dair al-Qamar; † 11. Februar 1977 in Beirut) war ein libanesischer Jurist und Diplomat.
Er wurde als Sohn maronitischer Christen geboren und absolvierte sein Studium der Rechtswissenschaften in Beirut, Lyon und Monrovia. Nach einer Tätigkeit als Rechtsanwalt trat er in den diplomatischen Dienst seines Heimatlandes ein und wirkte als Diplomat, unter anderem zwischen 1948 und 1965 als Vertreter Libanons bei den Generalversammlungen der Vereinten Nationen (UN). Darüber hinaus war er zeitweise Generalsekretär im Außenministerium sowie vom 1. April bis zum 18. November 1964 libanesischer Außenminister.
Ab dem 16. November 1965 war er als Richter am Internationalen Gerichtshof (IGH) in Den Haag tätig. Er folgte dabei dem ägyptischen Richter Abdul Badawi, der im August desselben Jahres im Amt verstorben war. Fouad Ammoun wirkte am Gerichtshof zunächst bis zum Ende von Badawis verbliebener Amtsdauer im Februar 1967, wurde jedoch im Oktober 1966 für eine turnusgemäß neunjährige Amtszeit wiedergewählt. Von 1970 bis zu seinem Ausscheiden aus dem Gericht im Jahr 1976 war er dessen Vizepräsident.
Im Jahr 1960 erhielt Fouad Ammoun das Große Verdienstkreuz mit Stern und Schulterband der Bundesrepublik Deutschland.